# Мениль-Сен-Лоран
Мени́ль-Сен-Лора́н (фр. Mesnil-Saint-Laurent) — коммуна во Франции, находится в регионе Пикардия. Департамент коммуны — Эна. Входит в состав кантона Сен-Кантен-3. Округ коммуны — Сен-Кантен.
Код INSEE коммуны — 02481.

## Население
Население коммуны на 2010 год составляло 450 человек.
| 1962 | 1968 | 1975 | 1982 | 1990 | 1999 | 2010 |
| ---- | ---- | ---- | ---- | ---- | ---- | ---- |
| 253  | 252  | 299  | 388  | 430  | 426  | 450  |

## Экономика
В 2010 году среди 303 человек трудоспособного возраста (15—64 лет) 219 были экономически активными, 84 — неактивными (показатель активности — 72,3 %, в 1999 году было 71,3 %). Из 219 активных жителей работали 203 человека (105 мужчин и 98 женщин), безработных было 16 (9 мужчин и 7 женщин). Среди 84 неактивных 21 человек были учениками или студентами, 44 — пенсионерами, 19 были неактивными по другим причинам.